# Улан (селище)
Улан (кит. спр. 乌兰镇, піньїнь: Wūlán Zhèn) — містечко у КНР, адміністративний центр хошуну Отог автономії Внутрішня Монголія.

## Географія
Улан розташовується у пустелі Му-Ус на плато Ордос.

### Клімат
Містечко знаходиться у зоні, котра характеризується кліматом тропічних степів. Найтепліший місяць — липень із середньою температурою 22.8 °C (73 °F). Найхолодніший місяць — січень, із середньою температурою -11.1 °С (12 °F).
| Клімат Улана                              | Клімат Улана | Клімат Улана | Клімат Улана | Клімат Улана | Клімат Улана | Клімат Улана | Клімат Улана | Клімат Улана | Клімат Улана | Клімат Улана | Клімат Улана | Клімат Улана | Клімат Улана |
| Показник                                  | Січ.         | Лют.         | Бер.         | Квіт.        | Трав.        | Черв.        | Лип.         | Серп.        | Вер.         | Жовт.        | Лист.        | Груд.        | Рік          |
| Абсолютний максимум, °C                   | 7            | 12           | 20           | 30           | 32           | 36           | 36           | 33           | 30           | 26           | 16           | 11           | 36           |
| Середній максимум, °C                     | −3           | 2            | 9            | 16           | 22           | 27           | 29           | 27           | 22           | 15           | 5            | 0            | 14           |
| Середня температура, °C                   | −10          | −5           | 2            | 8            | 14           | 19           | 22           | 20           | 14           | 7            | −1           | −7           | 7            |
| Середній мінімум, °C                      | −18          | −13          | −5           | 0            | 7            | 12           | 16           | 13           | 7            | 0            | −8           | −15          | 0            |
| Абсолютний мінімум, °C                    | −28          | −27          | −22          | −12          | −3           | 2            | 8            | 5            | −2           | −11          | −23          | −28          | −28          |
| Норма опадів, мм                          | 2            | 2            | 7            | 11           | 21           | 25           | 58           | 82           | 36           | 12           | 4            | 1            | 260          |
| Вологість повітря, %                      | 48           | 45           | 39           | 36           | 36           | 39           | 55           | 61           | 54           | 49           | 51           | 53           | 47           |
| ----------------------------------------- | ------------ | ------------ | ------------ | ------------ | ------------ | ------------ | ------------ | ------------ | ------------ | ------------ | ------------ | ------------ | ------------ |
| Джерело: Weatherbase, Weatherbase (опади) |              |              |              |              |              |              |              |              |              |              |              |              |              |